# Ахиркапи (маяк)
Маяк Ахиркапи (тур. Ahırkapı Feneri) — діючий історичний маяк, розташований на мисі Сарайбурну на фракійському березі Стамбула, в кварталі Ахиркапи району Фатіх. Пряма, що з'єднує маяк Ахиркапи з маяком Кадикей-Інчибурну, розташованого наанатолійськийу березі, позначає південну межу стамбульського порту та межею Босфору та Мармурового моря. Відстань між маяками приблизно 2.8 км.

## Історія
Ймовірно, до появи маяка призвела аварія корабля поруч з його поточним місцем розташування. В 1755 році, купецький корабель, що прямував до Єгипту, сів на мілину вночі біля берегу Кумпкапи через погані погодні умови. Почувши про аварію, османський султан Осман III врятував моряків. Для того, щоб забезпечити безпечне плавання в цих водах, капудан-паша за наказом султана на міських стінах побудував маяк Ахиркапи заввишки 40 метрів. Маяк мав форму білої вежі і працював на оливковій олії.
У 1857 році, султан Абдул-Меджид I ввів в експлуатацію новий маяк, який був побудований французькими інженерами в околицях Ахиркапи біля міських мурів на південь від палацу Топкапи. В 1958 році маяк відокремили від Босфору вулицею Кеннеді, але продовжили використовуватися за призначенням.

## Архітектура
Побудований у 1857 році, маяк дійшов в практично незмінному вигляді до наших днів. Маяк є білою вежею конічної форми заввишки 89 м з чорною горизонтальною смугою посередині. Світло розташовується на висоті 118 метрів. Спочатку, маяк працював на гасі, пізніше його перевели на карбідні лампи. На початок ХХІ сторіччя маяк працює від електрики. Ліхтарі маяка мають 500 мм дзеркальні лінзи, потужність ламп — 1000 ват. У звичайному режимі маяк подає миготливі сигнали що 6 секунд, видимі на відстані до 30 км. Під час туману спалах проводиться що 20 секунд.
Маяк Ахиркапи є в реєстрі маяків Туреччини під кодом «TUR-056», і має радіосигнал TC1ALH.. Маяк знаходиться у веденні прибережного управління безпеки і порятунку.

## Транспорт
Маяк знаходиться у кроковій досяжності від залізничної станції Джанкуртаран, яка обслуговує лінію Стамбул-Галкали.